# Willa Schrey
Willa Schrey – zabytkowa willa w Gdańsku-Wrzeszczu. Mieści się przy ul. Jaśkowa Dolina.

## Historia
Została wybudowana w 1899. Właścicielem willi był Carl Otto Schrey, do 1913 dyrektor fabryki wagonów (Waggonfabrik Danzig, Deutsche Wagenbau- und Leihgesellschaft mbH, Danziger Waggonfabrik A.G.). Od 1995 widnieje w rejestrze zabytków.